# Île Ti-Ac
L’île Ti-Ac est une îlot de Nouvelle-Calédonie appartenant administrativement à Poum.
Elle se situe à la sortie de la baie de Nehoue.